# Dolni Glavanak, Haskovo
Dolni Glavanak (în bulgară Долни Главанак) este un sat în comuna Madjarovo, regiunea Haskovo,  Bulgaria. 

## Demografie
Componența etnică a satului Dolni Glavanak
     Romi (12,34%)
     Turci (72,22%)
     Bulgari (12,34%)
     Nicio identificare (3,08%)
La recensământul din 2011, populația satului Dolni Glavanak era de 162 locuitori. Din punct de vedere etnic, majoritatea locuitorilor (72,22%) erau turci, existând și minorități de romi (12,34%) și bulgari (12,34%). Pentru 3,08% din locuitori nu este cunoscută apartenența etnică.